# Europalia

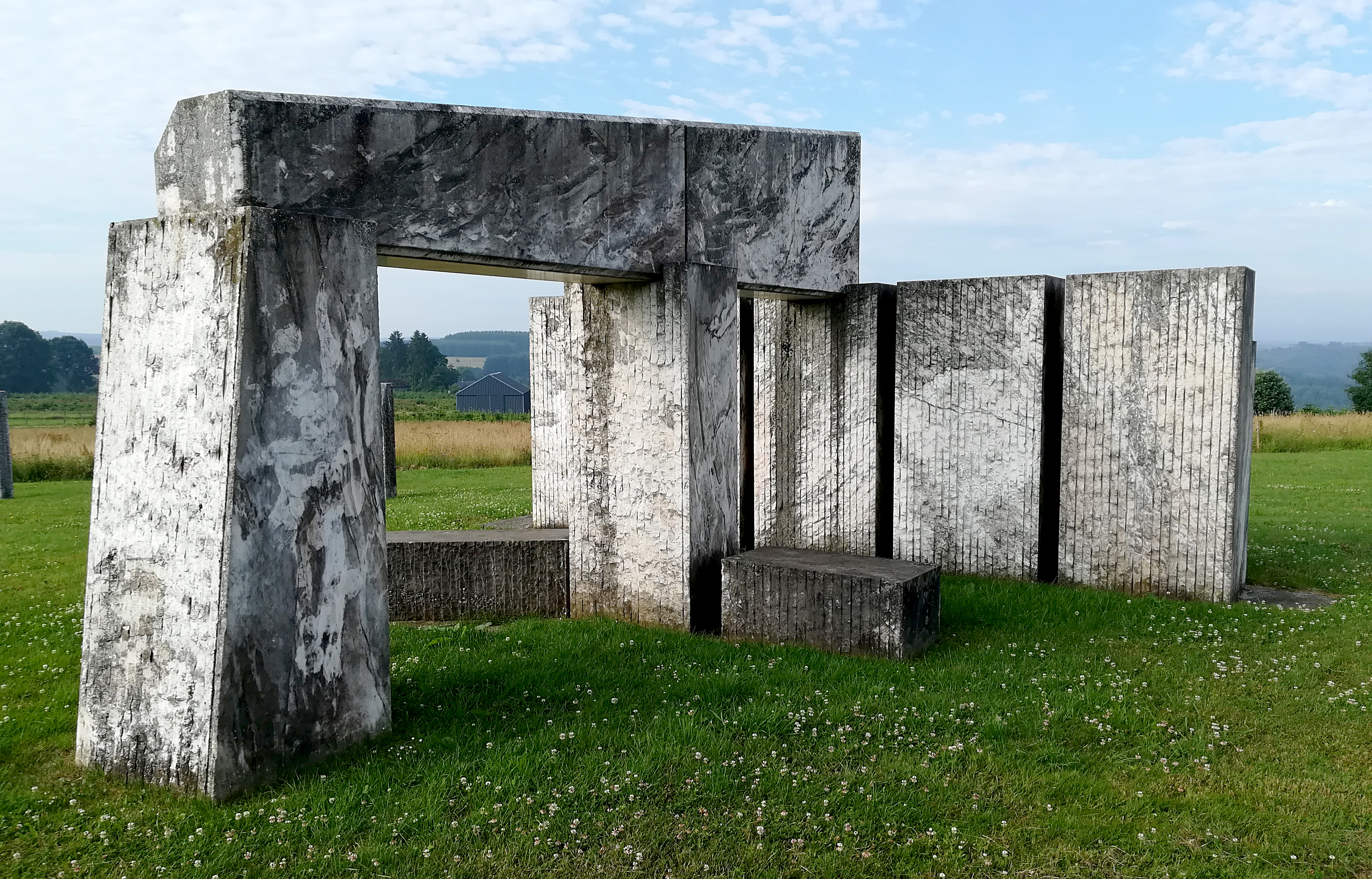
Monumentul Europalia din Nadrin, oferit de Portugalia cu ocazia Europalia 1991.

Europalia este un festival internațional de artă major, desfășurat la fiecare doi ani, care celebrează patrimoniul cultural al țării invitate în respectiva ediție. Europalia a fost fondat la Bruxelles, în 1969, și a fost gândit încă de la început ca un festival cultural multidisciplinar.
Denumirea sa a rezultat din combinarea a două cuvinte: „Europa” și „Opalia”, un festival al culesului din Roma Antică, desfășurat la jumătatea lunii decembrie în onoarea zeiței fertilității Ops. Numele ei este și rădăcina cuvântului latin „Opus”, care înseamnă lucrare de artă.
Principalele evenimente ale Europalia au loc în mod tradițional în capitala belgiană, dar multe alte orașe din țară găzduiesc și ele expoziții sau concerte. De câțiva ani, alte orașe europene (din Țările de Jos, Franța, Luxemburg și Germania) s-au asociat cu Europalia și au fost gazde ale unora din activitățile festivalului.
De la începutul lunii octombrie și până în luna ianuarie, cultura țării invitate este ilustrată prin prestigioase serii de expoziții – artă antică, modernă și contemporană, fotografie, meșteșuguri, modă și design – precum și printr-o varietate de alte evenimente: concerte de orchestră, ansambluri muzicale și interpretări ale unor soliști, teatru, dans, literatură și colocvii științifice, conferințe, retrospective de film, spectacole folclorice, tradiționale și gastronomice, totul cu scopul de a oferi publicului cea mai completă imagine posibilă asupra artei și culturii țării respective.
Fiecare ediție a festivalului se bazează pe un parteneriat nu doar cu țara respectivă, dar și cu muzee importante, centre culturale și săli de spectacole din Belgia și țările vecine. De asemenea, unele din exponate sunt împrumutate din muzee din alte țări sau chiar din colecții din private. Cheltuielile festivalului sunt împărțite între Belgia și țara invitată. Europalia este sprijinită financiar de guvernul federal al Belgiei, guvernele regionale și administrațiile locale, precum și de numeroase companii private.
Europalia solicită colaborarea unor specialiști internaționali renumiți pentru a ajuta organizatorii să conceapă calendarul festivalului, dar și pentru participarea în colocvii și conferințe. Evenimentele organizate de Europalia sunt acoperite intens de televiziuni, radiouri și presa scrisă și atrag o largă audiență europeană, interesată să descopere patrimoniul cultural al unei țări structurat în mod deosebit de-a lungul celor mai mult de trei luni, atât cât durează festivalul.

## Edițiile festivalului
- 1969:  Italia[6]
- 1971:  Țările de Jos[7]
- 1973:  Marea Britanie[8]
- 1975:  Franța

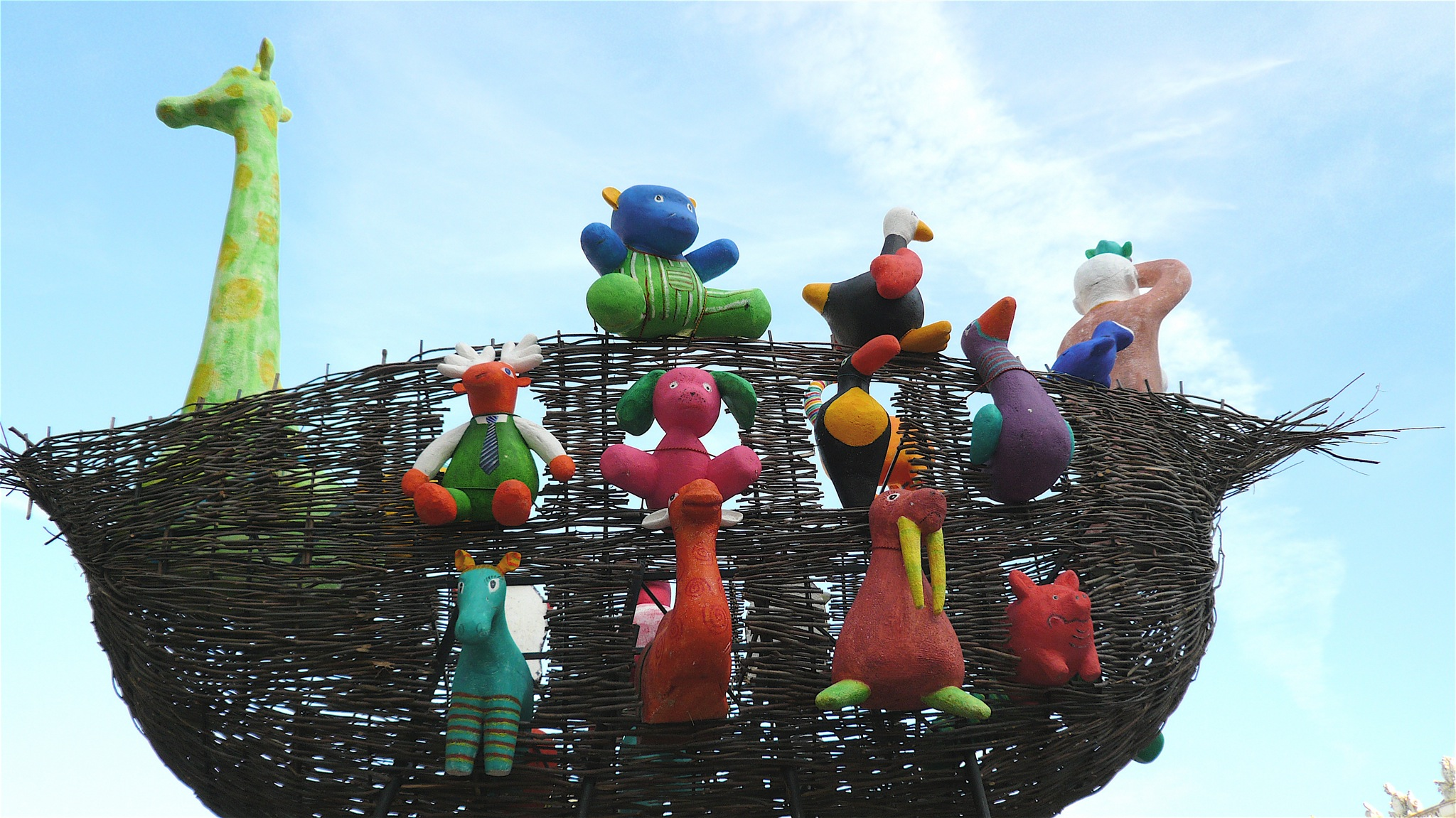
Lucrare expusă la Bruxelles cu ocazia Europalia 2007.

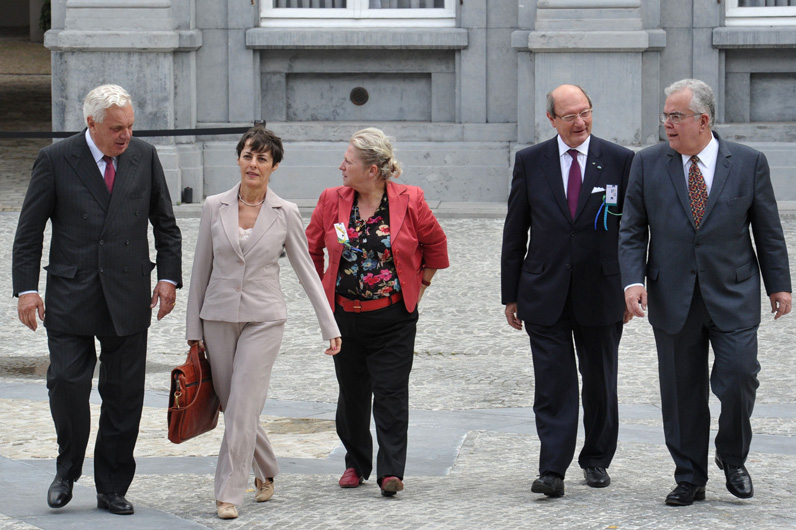
Oficiali brazilieni și belgieni cu ocazia lansării Europalia 2011.

- 1977:  Republica Federală Germană
- 1980:  Belgia
- 1982:  Grecia
- 1985:  Spania
- 1987:  Austria
- 1989:  Japonia
- 1991:  Portugalia[9]
- 1993:  Mexic
- 1996:  Victor Horta[10]
- 1998:  Cehia
- 1999:  Ungaria
- 2000:  Bruxelles[11]
- 2001:  Polonia
- 2002:  Bulgaria
- 2003:  Italia
- 2005:  Rusia[12]
- 2007:  Uniunea Europeană[13][14]
- 2009:  China[15][16]
- 2011:  Brazilia[17]
- 2013:  India[18][19]
- 2015:  Turcia
- 2017:  Indonezia
- 2019:  România[20]
- 2022:  Georgia[21]

## Vizitatori și evenimente

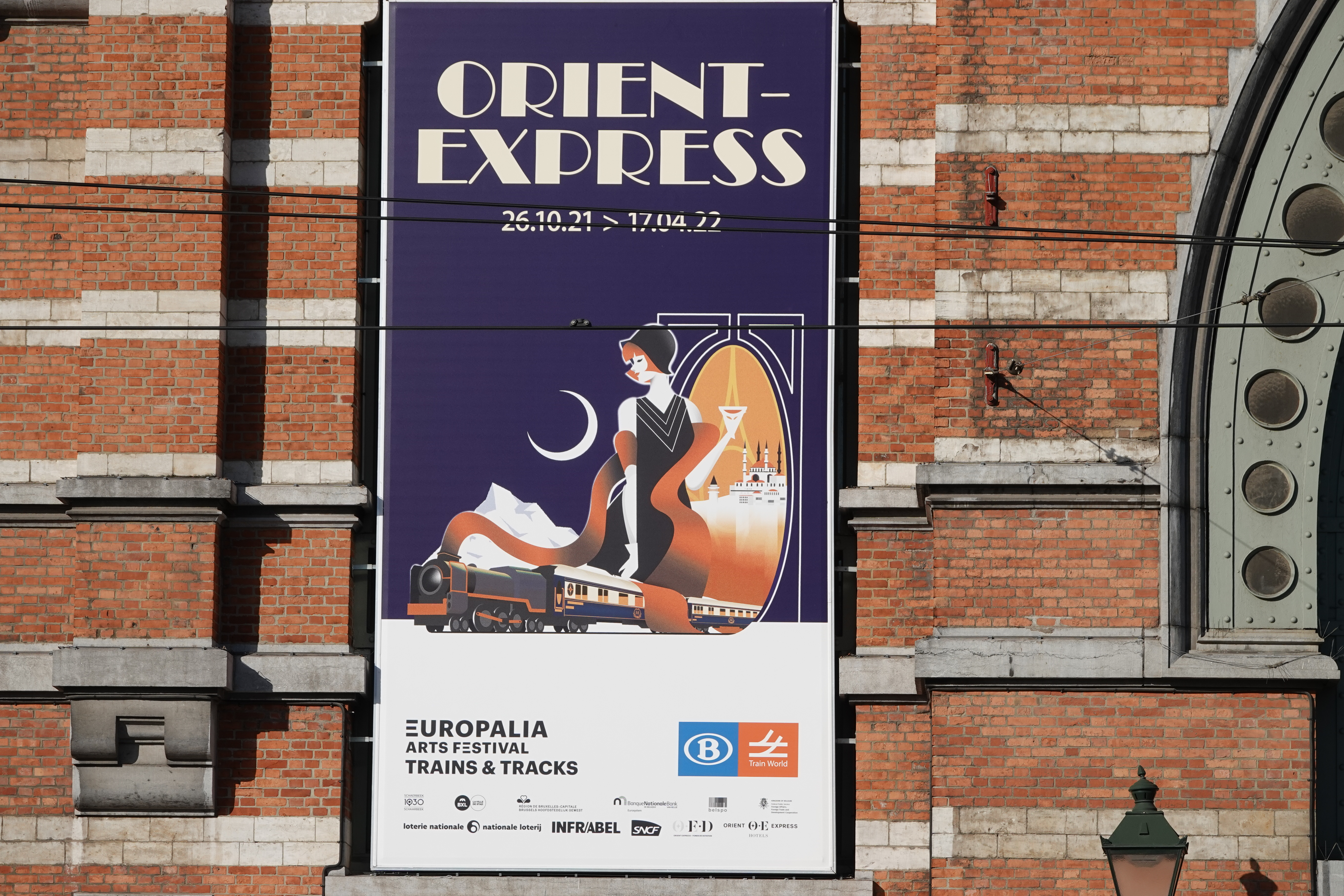
Afiș al ediției Europalia 2021 pe frontispiciul gării din Schaerbeek.

| Ediție | Perioadă | Gazdă             | Vizitatori | Evenimente |
| ------ | -------- | ----------------- | ---------- | ---------- |
| 01     | 1969     | Italia            | 183.834    | 283        |
| 02     | 1971     | Țările de Jos     | 337.600    | 124        |
| 03     | 1973     | Marea Britanie    | 459.729    | 328        |
| 04     | 1975     | Franța            | 442.857    | 600        |
| 05     | 1977     | RF Germană        | 833.633    | 362        |
| 06     | 1980     | Belgia            | 1.148.352  | 1.050      |
| 07     | 1982     | Grecia            | 756.630    | 524        |
| 08     | 1985     | Spania            | 1.509.215  | 741        |
| 09     | 1987     | Austria           | 1.673.919  | 521        |
| 10     | 1989     | Japonia           | 1.659.048  | 589        |
| 11     | 1991     | Portugalia        | 1.238.704  | 594        |
| 12     | 1993     | Mexic             | 1.178.621  | 333        |
| 13     | 1996     | Victor Horta      | 143.966    | 59         |
| 14     | 1998     | Cehia             | 176.491    | 165        |
| 15     | 1999     | Ungaria           | 109.000    | 169        |
| 16     | 2000     | Bruxelles         | 36.393     |            |
| 17     | 2001     | Polonia           | 137.720    | 241        |
| 18     | 2002     | Bulgaria          | 375.000    | 136        |
| 19     | 2003     | Italia            | 1.077.906  | 415        |
| 20     | 2005     | Rusia             | 1.108.899  | 434        |
| 21     | 2007     | Uniunea Europeană | 621.991    | 266        |
| 22     | 2009     | China             | 1.101.000  | 567        |
| 23     | 2011     | Brazilia          | 973.000    | 578        |
| 24     | 2013     | India             | 873.000    | 509        |
| 25     | 2015     | Turcia            | 472.517    | 248        |
| 26     | 2017     | Indonezia         | 570.000    | 262        |
| 27     | 2019     | România           | 580.000    | 200        |
| 28     | 2021     | Trains & Tracks   |            |            |
| 29     | 2023     | Georgia           |            |            |